# Noctuidae
Famille
Les Noctuidae (ou Noctuidés) constituent une famille de lépidoptères (papillons) majoritairement nocturnes.
Ils représentent une des familles de lépidoptères les plus diversifiées, avec environ 12 000 espèces décrites.
Toutes leurs chenilles sont phytophages (à l'exception d'une espèce prédatrice de cochenilles).

## Noms vernaculaires
En français, les Noctuidae font partie des espèces appelées « noctuelles ». Ce terme s'applique aussi à certains Erebidae qui faisaient auparavant partie des Noctuidae.  
Les chenilles de certains Noctuidae sont appelées « vers gris » dans les contextes où elles sont considérées comme ravageurs.

## Systématique
N.B. Les différents genres de la famille des Noctuidae peuvent se trouver dans des taxons inférieurs (sous-familles, tribus, sous-tribus) différents selon les classifications et les recherches récentes.

### Liste des sous-familles
- Acontiinae
- Acronictinae
- Aediinae
- Aganainae
- Agaristinae Boisduval, 1833
- Amphipyrinae
- Bagisarinae
- Bryophilinae
- Camptolominae
- Condicinae
- Cryphiinae
- Cuculliinae Herrich-Schäffer, 1850
- Dilobinae
- Dyopsinae
- Eriopinae
- Eustrotiinae
- Glottulinae
- Hadeninae
- Heliothinae
- Ipimorphinae
- Metoponiinae
- Noctuinae
- Ophiderinae
- Pantheinae
- Plusiinae
- Psaphidinae
- Raphiinae
- Sarrothripinae
- Stiriinae
- Tytinae
- Xyleninae

Certaines anciennes sous-familles des Noctuidae ont été élevées au rang de familles (les anciens Nolinae et Euteliinae, désormais appelés Nolidae et Euteliidae). D'autres sous-familles ont été réattribuées à la famille des Erebidae.

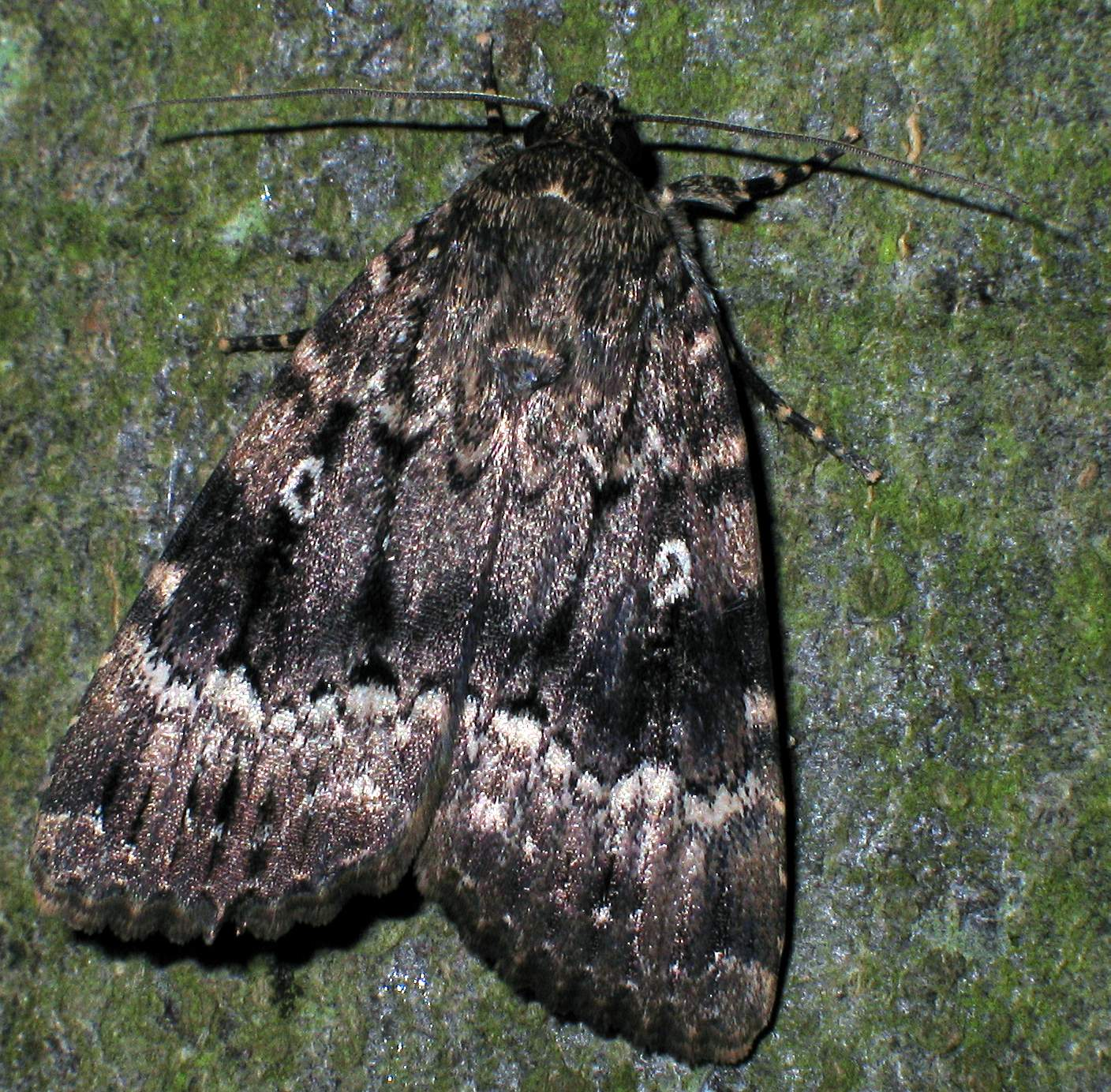
Amphipyrinae Amphipyra pyramidea
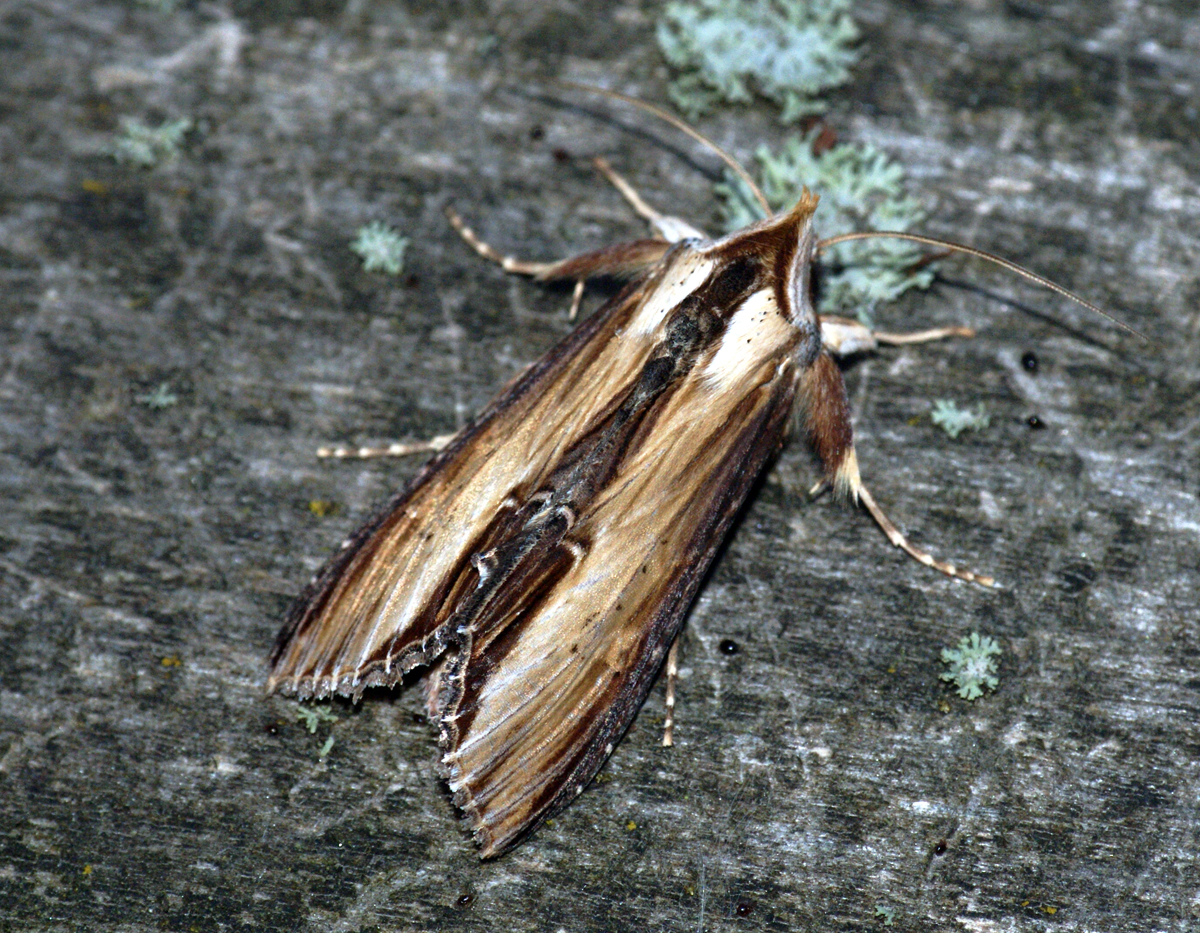
Cuculliinae Cucullia verbasci
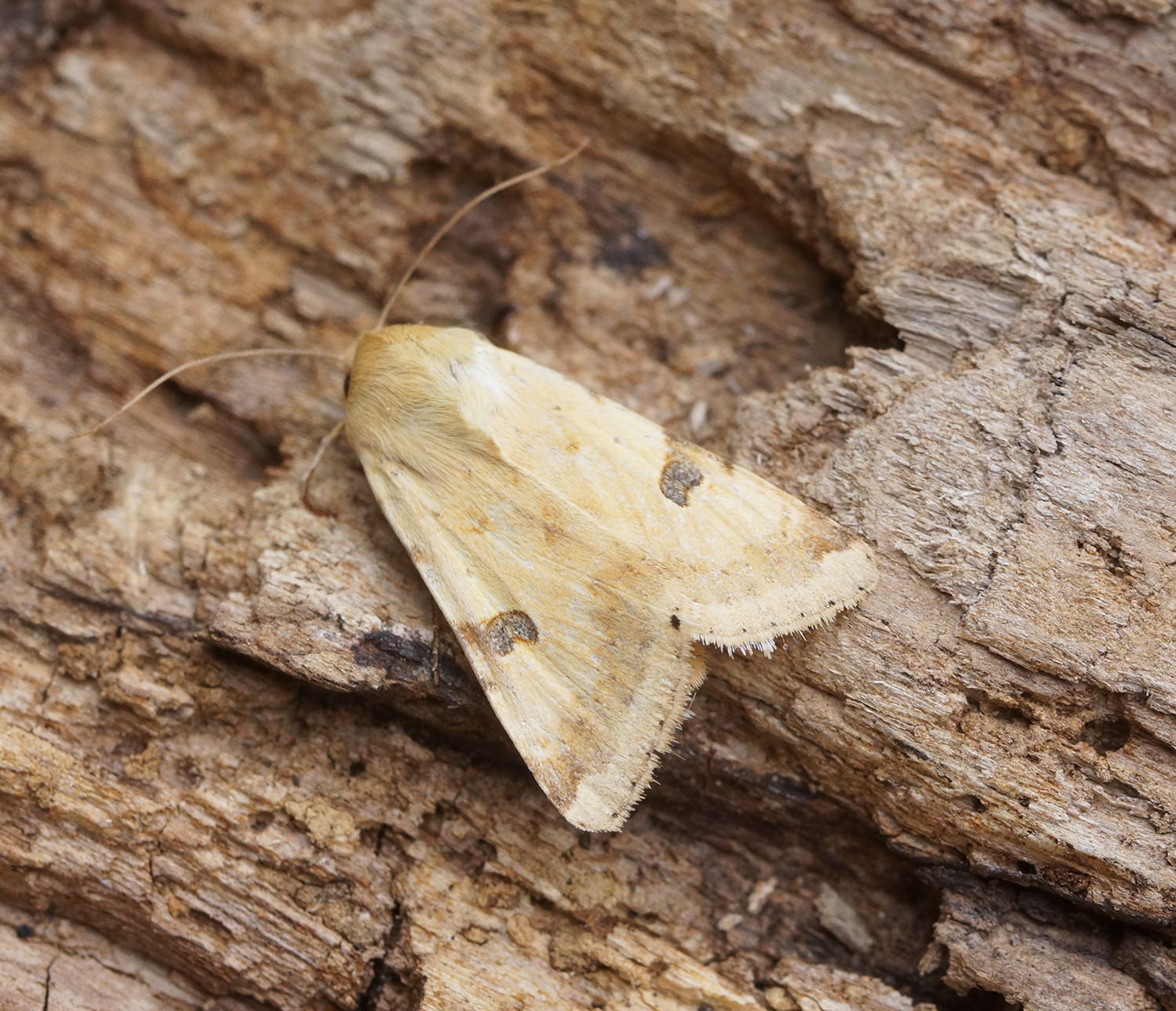
Heliothinae Heliothis peltigera
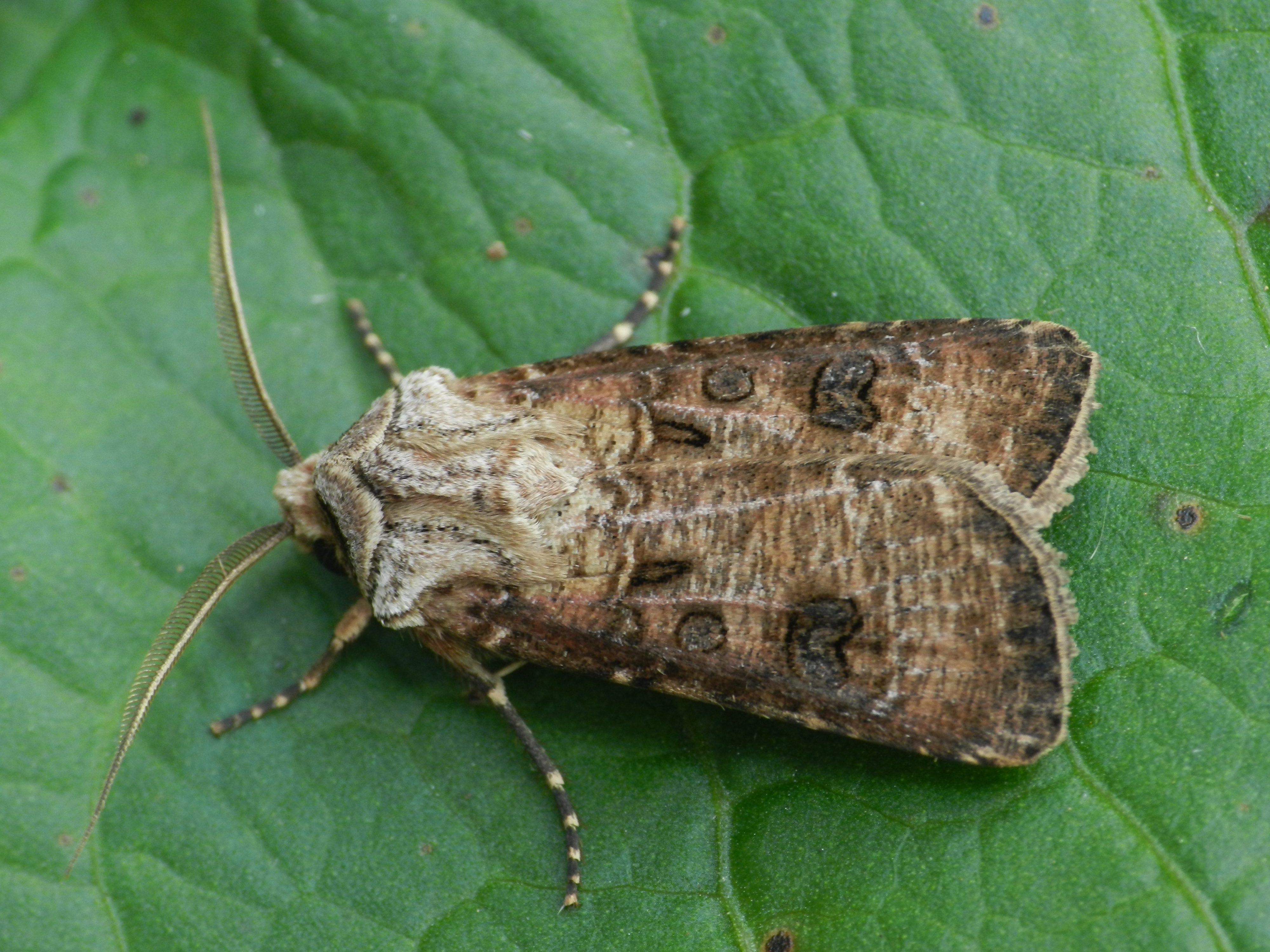
Noctuinae Agrotis clavis
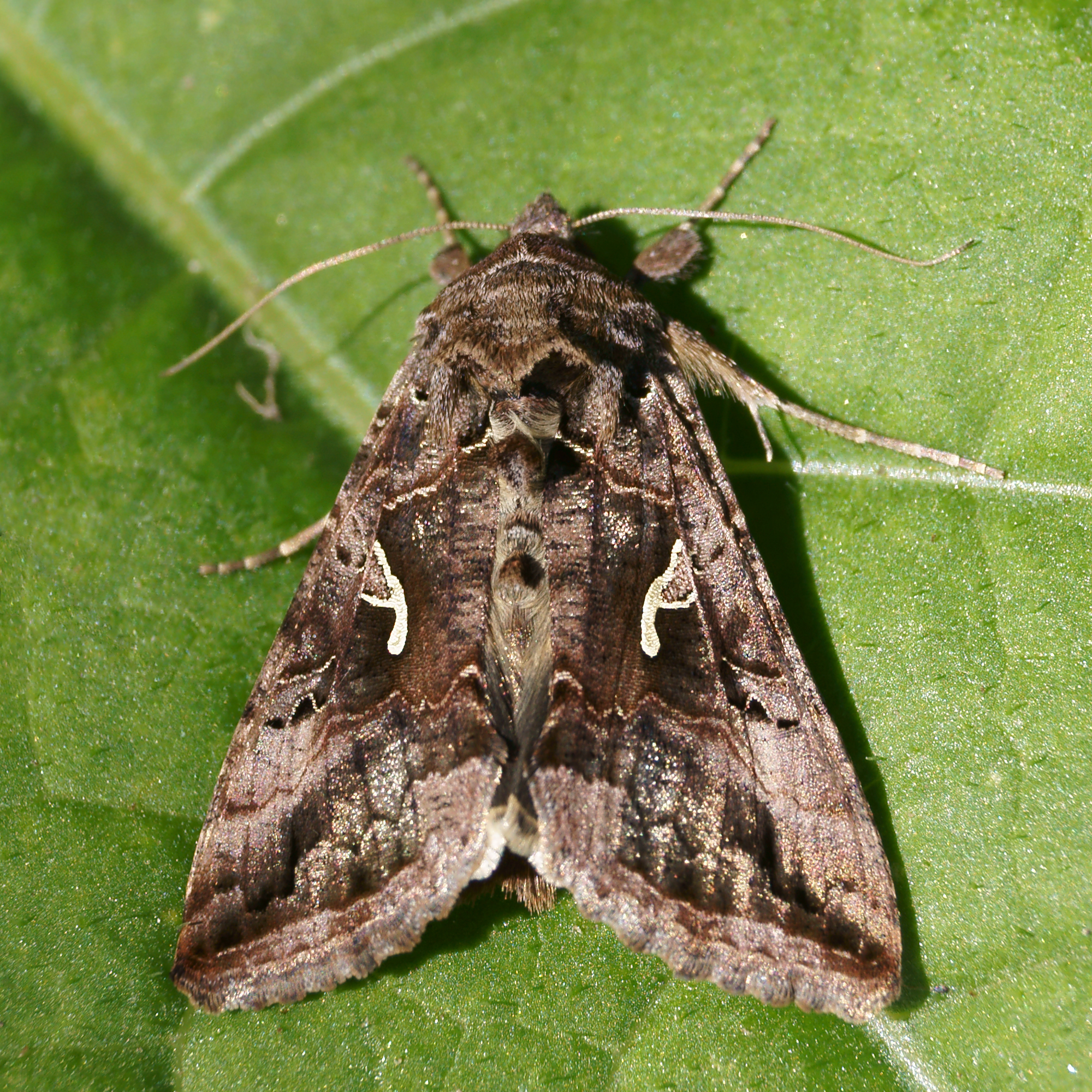
Plusiinae Autographa gamma
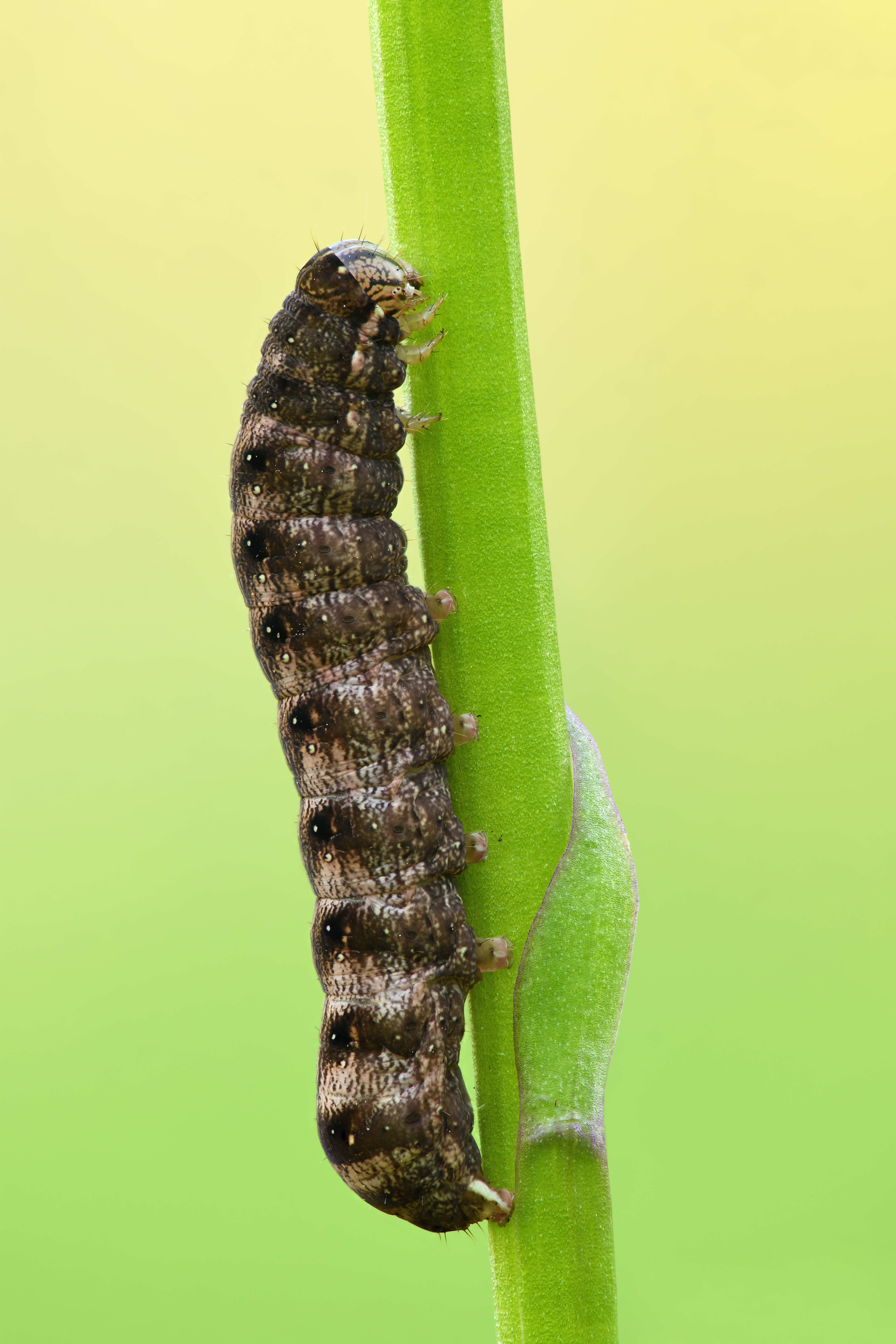
Cerastis rubricosa, des Cerastis, des Noctuidae, de profil
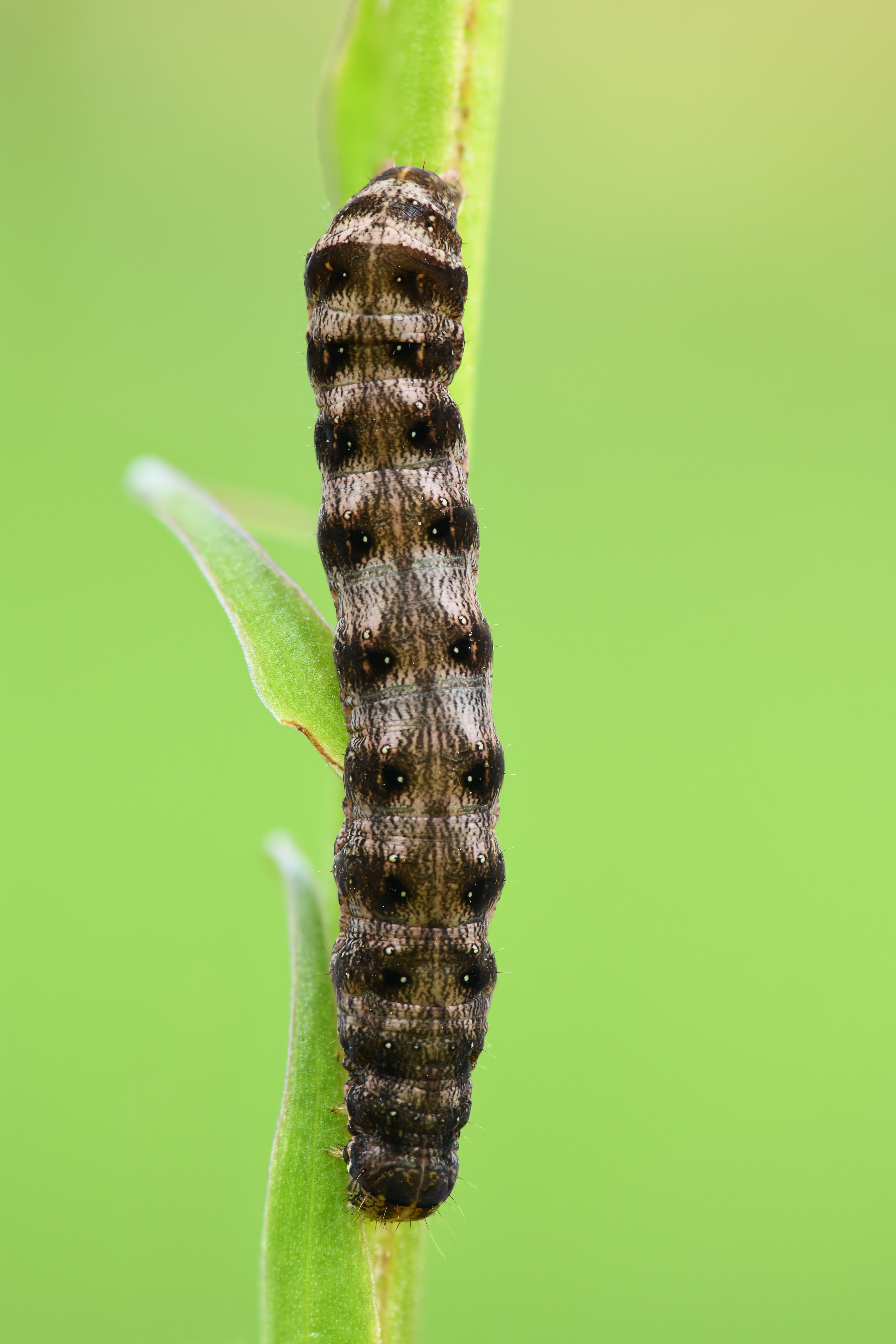
Cerastis rubricosa, de dos

## État, pression, menaces
Nombre de noctuidés semblent moins vulnérables aux pesticides, peut-être parce qu'ils sont cachés le jour, et donc mieux protégés du contact direct avec les insecticides lors des épandages. Par contre, beaucoup d'espèces, comme d'autres espèces nocturnes, sont affectées par le phénomène dit de pollution lumineuse.  Une étude a montré que les grandes espèces de papillons sont surreprésentées parmi celles qui sont attirées par les lampes émettant dans les petites longueurs d'onde. Cette attraction fatale peut avoir des effets en cascade sur la biodiversité et le fonctionnement des écosystèmes, par exemple à cause de la pollinisation qu'ils n'effectuent plus ou les prédateurs qui ne trouvent plus que de petites proies là où ces papillons régressent. Les auteurs estiment que des lampes éclairant dans les grandes longueurs d'onde du spectre visible permettraient de diminuer l'impact de la pollution lumineuse sur ces espèces (et au-delà sur leurs prédateurs et niches écologiques).

## Comportement

### Noctuidés souterrains
La présence de papillons dans le milieu souterrain (grottes, mines) a été signalée pour la première fois en 1907 et a depuis lors souvent été citée dans les travaux biospéologiques,,,. En particulier, cinq espèces de Noctuidae trogloxènes réguliers (ou troglophiles) sont courantes en toutes saisons sur la voûte et les parois des cavités du Midi de la France (Ouest de l'Hérault. Elles appartiennent à quatre sous-familles : les Acronictinae avec la Maure (Mormo maura), les Amphipyrinae avec la Noctuelle diffuse (Amphipyra effusa), les Noctuinae avec la Découpure (Scoliopteryx libatrix) et le Spectre (Apopestes spectrum) et les Hypeninae avec l’Hypène des ponts (Hypena obsitalis). On les trouve en posture de repos, soit engourdies et comme « léthargiques », soit demeurées actives et capables de voler,,. Dans tous les cas, les chenilles se nourrissent obligatoirement à l’extérieur sur les plantes des bois et de la garrigue. Parmi les espèces étudiées, Amphipyra effusa paraît la mieux adaptée au milieu souterrain : elle se tient immobile, jusque dans la zone profonde, souvent à plus de 100 m de l’entrée, solitaire ou accouplée. La copulation, qui peut durer plusieurs semaines, ne s’accompagne que de déplacements minimes.
Les Noctuidés souterrains sont parfois découverts « moisis » et supportent des fructifications cryptogamiques qui, dans leur cas particulier, peuvent devenir monstrueuses par leurs formes et leur volume.